# Línea 611A (Interurbanos Madrid)
La línea 611A de la red de autobuses interurbanos de Madrid une el intercambiador de Moncloa (Madrid) con Hoyo de Manzanares, pasando por la urbanización Las Colinas.

## Características
Esta línea une el intercambiador de Moncloa con Hoyo de Manzanares, pasando por la urbanización Las Colinas. Circula por el carril Bus-VAO de la A-6 mientras esté abierto. No presta servicio en fines de semana ni festivos.
Desde el 28 de noviembre de 2022, la línea establece parada en el Centro Comercial Espacio Torrelodones.
Circula por el carril Bus-VAO de la A-6 mientras esté abierto.
Siguiendo la numeración de líneas del CRTM, las líneas que circulan por el corredor 6 son aquellas que dan servicio a los municipios situados en torno a la A-6 y comienzan con un 6. Aquellas numeradas dentro de la decena 610 corresponden a aquellas que circulan por Torrelodones.
La línea no mantiene los mismos horarios todo el año, durante el mes de agosto se reducen el número de expediciones, además de los días excepcionales vísperas de festivo y festivos de Navidad en los que los horarios también cambian y se reducen. No presta servicio en fines de semana ni festivos.
Está operada por Avanza Movilidad Integral mediante la concesión administrativa VCM-604 - Madrid – Cercedilla – Hoyo de Manzanares (Viajeros Comunidad de Madrid) del Consorcio Regional de Transportes de Madrid.

## Horarios

### 1 septiembre - 31 julio
| Lunes a viernes laborables            |                                       |                                       |                                       |                                       |                                       |                                       |                                       |                                       |                                       |                                       |                                       |                                       |                                       |                                       |                                       |                                       |                                       |                                       |                                       |                                       |                                       |                                       |                                       |                                       |                                       |                                       |                                       |                                       |                                       |                                       |                                       |                                       |
| Madrid (Moncloa) > Hoyo de Manzanares | Madrid (Moncloa) > Hoyo de Manzanares | Madrid (Moncloa) > Hoyo de Manzanares | Madrid (Moncloa) > Hoyo de Manzanares | Madrid (Moncloa) > Hoyo de Manzanares | Madrid (Moncloa) > Hoyo de Manzanares | Madrid (Moncloa) > Hoyo de Manzanares | Madrid (Moncloa) > Hoyo de Manzanares | Madrid (Moncloa) > Hoyo de Manzanares | Madrid (Moncloa) > Hoyo de Manzanares | Madrid (Moncloa) > Hoyo de Manzanares | Madrid (Moncloa) > Hoyo de Manzanares | Madrid (Moncloa) > Hoyo de Manzanares | Madrid (Moncloa) > Hoyo de Manzanares | Madrid (Moncloa) > Hoyo de Manzanares | Madrid (Moncloa) > Hoyo de Manzanares | Hoyo de Manzanares > Madrid (Moncloa) | Hoyo de Manzanares > Madrid (Moncloa) | Hoyo de Manzanares > Madrid (Moncloa) | Hoyo de Manzanares > Madrid (Moncloa) | Hoyo de Manzanares > Madrid (Moncloa) | Hoyo de Manzanares > Madrid (Moncloa) | Hoyo de Manzanares > Madrid (Moncloa) | Hoyo de Manzanares > Madrid (Moncloa) | Hoyo de Manzanares > Madrid (Moncloa) | Hoyo de Manzanares > Madrid (Moncloa) | Hoyo de Manzanares > Madrid (Moncloa) | Hoyo de Manzanares > Madrid (Moncloa) | Hoyo de Manzanares > Madrid (Moncloa) | Hoyo de Manzanares > Madrid (Moncloa) | Hoyo de Manzanares > Madrid (Moncloa) | Hoyo de Manzanares > Madrid (Moncloa) | Hoyo de Manzanares > Madrid (Moncloa) |
| 07                                    | 08                                    | 09                                    | 10                                    | 11                                    | 12                                    | 13                                    | 14                                    | 15                                    | 16                                    | 17                                    | 18                                    | 19                                    | 20                                    | 21                                    | 22                                    | 05                                    | 06                                    | 07                                    | 08                                    | 09                                    | 10                                    | 11                                    | 12                                    | 13                                    | 14                                    | 15                                    | 16                                    | 17                                    | 18                                    | 19                                    | 20                                    | 21                                    |
| 25                                    | 00 15 25 40                           | 00 25 55                              | 25 55                                 | 30                                    | 00 30                                 | 00 30                                 | 00 30                                 | 00 20                                 | 25 55                                 | 30                                    | 30                                    | 05 30                                 | 25                                    | 20                                    | 30                                    | 45b                                   | 30b                                   | 00b 15b 30b 45b                       | 00b 30b                               | 00b 30b                               | 00b 40b                               | 10b 35                                | 05 30                                 | 00 30                                 | 00 30                                 | 30                                    | 00 35                                 | 35                                    | 30                                    | 30                                    | 30                                    | 30                                    |
| b Por carril bus-VAO                  |                                       |                                       |                                       |                                       |                                       |                                       |                                       |                                       |                                       |                                       |                                       |                                       |                                       |                                       |                                       |                                       |                                       |                                       |                                       |                                       |                                       |                                       |                                       |                                       |                                       |                                       |                                       |                                       |                                       |                                       |                                       |                                       |

### 1 - 31 agosto
| Lunes a viernes laborables            |                                       |                                       |                                       |                                       |                                       |                                       |                                       |                                       |                                       |                                       |                                       |                                       |                                       |                                       |                                       |                                       |                                       |                                       |                                       |                                       |                                       |                                       |                                       |                                       |                                       |                                       |                                       |                                       |                                       |                                       |                                       |                                       |
| Madrid (Moncloa) > Hoyo de Manzanares | Madrid (Moncloa) > Hoyo de Manzanares | Madrid (Moncloa) > Hoyo de Manzanares | Madrid (Moncloa) > Hoyo de Manzanares | Madrid (Moncloa) > Hoyo de Manzanares | Madrid (Moncloa) > Hoyo de Manzanares | Madrid (Moncloa) > Hoyo de Manzanares | Madrid (Moncloa) > Hoyo de Manzanares | Madrid (Moncloa) > Hoyo de Manzanares | Madrid (Moncloa) > Hoyo de Manzanares | Madrid (Moncloa) > Hoyo de Manzanares | Madrid (Moncloa) > Hoyo de Manzanares | Madrid (Moncloa) > Hoyo de Manzanares | Madrid (Moncloa) > Hoyo de Manzanares | Madrid (Moncloa) > Hoyo de Manzanares | Madrid (Moncloa) > Hoyo de Manzanares | Hoyo de Manzanares > Madrid (Moncloa) | Hoyo de Manzanares > Madrid (Moncloa) | Hoyo de Manzanares > Madrid (Moncloa) | Hoyo de Manzanares > Madrid (Moncloa) | Hoyo de Manzanares > Madrid (Moncloa) | Hoyo de Manzanares > Madrid (Moncloa) | Hoyo de Manzanares > Madrid (Moncloa) | Hoyo de Manzanares > Madrid (Moncloa) | Hoyo de Manzanares > Madrid (Moncloa) | Hoyo de Manzanares > Madrid (Moncloa) | Hoyo de Manzanares > Madrid (Moncloa) | Hoyo de Manzanares > Madrid (Moncloa) | Hoyo de Manzanares > Madrid (Moncloa) | Hoyo de Manzanares > Madrid (Moncloa) | Hoyo de Manzanares > Madrid (Moncloa) | Hoyo de Manzanares > Madrid (Moncloa) | Hoyo de Manzanares > Madrid (Moncloa) |
| 07                                    | 08                                    | 09                                    | 10                                    | 11                                    | 12                                    | 13                                    | 14                                    | 15                                    | 16                                    | 17                                    | 18                                    | 19                                    | 20                                    | 21                                    | 22                                    | 05                                    | 06                                    | 07                                    | 08                                    | 09                                    | 10                                    | 11                                    | 12                                    | 13                                    | 14                                    | 15                                    | 16                                    | 17                                    | 18                                    | 19                                    | 20                                    | 21                                    |
| 25                                    | 00 25                                 | 25 55                                 | 25                                    | 30                                    | 00 30                                 | 30                                    | 00 30                                 | 20                                    | 25 55                                 | 30                                    | 30                                    | 05 30                                 | 25                                    |                                       | 30                                    |                                       | 30b                                   | 00b 30b                               | 30b                                   | 00b 30b                               | 40b                                   | 10b 35                                | 30                                    | 00 30                                 | 30                                    | 30                                    | 00 35                                 | 35                                    | 30                                    | 30                                    | 30                                    | 30                                    |
| b Por carril bus-VAO                  |                                       |                                       |                                       |                                       |                                       |                                       |                                       |                                       |                                       |                                       |                                       |                                       |                                       |                                       |                                       |                                       |                                       |                                       |                                       |                                       |                                       |                                       |                                       |                                       |                                       |                                       |                                       |                                       |                                       |                                       |                                       |                                       |

## Recorrido y paradas

### Sentido Hoyo de Manzanares
| Código | Parada                                    | Común con                      | Conexiones con Metro y Cercanías | Municipio          | Zona |
| ------ | ----------------------------------------- | ------------------------------ | -------------------------------- | ------------------ | ---- |
| 17480  | Intercambiador de Moncloa (dársena 29)    | 611 612                        | Moncloa                          | Madrid             |      |
| 11958  | Apeadero - Est. Las Matas                 | 611 613 625 633 685 686 686A 2 | Las Matas                        | Las Rozas          |      |
| 11960  | Ctra. A-6 - Urb. Encinar de las Rozas     | 611 613 685 686 686A 2         |                                  | Las Rozas          |      |
| 20035  | Ctra. A-6 - C.C. Espacio Torrelodones     | 611 612 633 685                |                                  | Torrelodones       |      |
| 12231  | P.º Joaquín Ruiz Jiménez - Los Almendros  | 686 4                          |                                  | Torrelodones       |      |
| 13144  | Av. Conde de las Almenas - Biblioteca     | 686A 4                         |                                  | Torrelodones       |      |
| 13146  | Av. Conde de las Almenas - Arturo Pacios  | 610 686A 4                     |                                  | Torrelodones       |      |
| 06046  | Urb. Parque Las Colinas                   | 610 611 612                    |                                  | Hoyo de Manzanares |      |
| 16708  | Av. Madrid - Tejera                       | 610 611                        |                                  | Hoyo de Manzanares |      |
| 16526  | Av. Madrid - Residencial El Pozo          | 610 611                        |                                  | Hoyo de Manzanares |      |
| 16524  | Hurtada - Pza. Iglesia                    | 610                            |                                  | Hoyo de Manzanares |      |
| 16710  | Hurtada - Urb. Los Enebrales              | 610 611                        |                                  | Hoyo de Manzanares |      |
| 06047  | Ctra. M-618 - Puerta 2 Campamento         | 610 611                        |                                  | Hoyo de Manzanares |      |
| 17966  | Ctra. M-618 - Puerta Principal Campamento | 610 611                        |                                  | Hoyo de Manzanares |      |

### Sentido Madrid (Moncloa)
NOTA: Las paradas sombreadas en azul se realizan cuando circula por el lateral de la A-6.
| Código | Parada                                    | Común con                             | Conexiones con Metro y Cercanías | Municipio          | Zona |
| ------ | ----------------------------------------- | ------------------------------------- | -------------------------------- | ------------------ | ---- |
| 17966  | Ctra. M-618 - Puerta Principal Campamento | 610 611                               |                                  | Hoyo de Manzanares |      |
| 15673  | Ctra. M-618 - Puerta 2 Campamento         | 610 611                               |                                  | Hoyo de Manzanares |      |
| 16711  | Hurtada - Urb. Los Enebrales              | 610 611                               |                                  | Hoyo de Manzanares |      |
| 18256  | Hurtada - Pza. Iglesia                    | 610 611                               |                                  | Hoyo de Manzanares |      |
| 16525  | Av. Madrid - El Cerrillo                  | 610 611                               |                                  | Hoyo de Manzanares |      |
| 16709  | Av. Madrid - Tejera                       | 610 611                               |                                  | Hoyo de Manzanares |      |
| 06046  | Urb. Parque Las Colinas                   | 610 611 612                           |                                  | Hoyo de Manzanares |      |
| 13147  | Av. Conde de las Almenas - Arturo Pacios  | 686A 5                                |                                  | Torrelodones       |      |
| 13145  | Ctra. M-618 - Biblioteca                  | 686A 5                                |                                  | Torrelodones       |      |
| 17244  | Pza. Abasto - C.C. Espacio Torrelodones   | 611 612 613 633 685 686 686A 1        |                                  | Torrelodones       |      |
| 11961  | Ctra. A-6 - Urb. Encinar de las Rozas     | 611 613 685 686 686A 2                |                                  | Las Rozas          |      |
| 11959  | Ctra. Coruña - Est. Las Matas             | 611 613 625 633 685 686 686A 2        | Las Matas                        | Las Rozas          |      |
| 23     | Estadística - Geografía e Historia        | Autobuses interurbanos del Corredor 6 |                                  | Madrid             |      |
| 1333   | Escuela Agronómica                        | Autobuses interurbanos del Corredor 6 |                                  | Madrid             |      |
| 17480  | Intercambiador de Moncloa (dársena 29)    | 611 612                               | Moncloa                          | Madrid             |      |

## Galería de imágenes

Mapa de la distribución de dársenas del intercambiador de Moncloa con la distribución de cabeceras de las líneas de autobuses, entre las que aparece la línea 611A.